# Promession
Promession é uma proposta de forma de sepultamento em que os restos humanos sejam eliminados por meio de liofilização.
O conceito de Promession foi desenvolvido como um método ambientalmente amigável de enterro pela bióloga sueca Susanne Wiigh-Mäsak, que deriva do nome da palavra italiana para "promessa".  Ela fundou a Promessa Organic AB em 1997 para perseguir comercialmente sua ideia.
Promession envolve cinco passos:
1. O corpo é congelado por imersão em nitrogênio líquido para torná-lo frágil
2. Os restos congelados são abaladas por vibração
3. Os restos são então submetidos a um vácuo de modo que o gelo sublima e o pó torna-se seco, pesando de 50% a 70% menos do que o corpo original
4. Quaisquer metais (como próteses dentárias, obturações, etc.) são removidos, por magnetismo ou por peneiração
5. O pó seco é colocado em um caixão biodegradável que é enterrado em camadas superiores do solo, onde as bactérias aeróbicas decompõem os restos em menos de 12 meses

## Situação atual
A partir de 2004, os ensaios foram realizados em porcos, e a AGA Gas desenvolveu uma prova de conceito. No entanto, uma terceiro parte é necessária para entrar em um acordo com a Promessa Organic AB para encomendar o equipamento necessário para cadáveres humanos. .
Algumas tentativas independentes de reproduzir os primeiros resultados de Promession têm sido até agora sem sucesso, o que os inovadores originais reclamam devido a uma falta de habilidades em congelamento criogênico e tecnologia de vibração.
A BBC mostrou uma prova de conceito para o trabalho com meios relativamente simples.
Wiigh-Mäsak recebeu manifestações de interesse de mais de 60 países, incluindo Vietnã, o Reino Unido, África do Sul, a Holanda, Canadá, e os Estados Unidos. Na Coreia do Sul, a tecnologia foi expressamente legalizada.

## Opinião pública
Uma pesquisa de opinião dirigida por Ny Teknik na Suécia mostrou grande apoio ao Promession.  Em um concurso de popularidade entre cerca de 70 empresas inovadoras na Suécia, Promessa Organic AB foi considerado a mais popular.